# Neil Krepela
Neil Joseph Krepela (* April 1947 in Omaha, Nebraska) ist ein US-amerikanischer Spezialeffektkünstler und Kameramann. Er spezialisierte sich zunächst als Kameramann für Aufnahmen von Matte Paintings. Seit Ende der 1980er Jahre ist er vorwiegend als Visual Effects Supervisor beschäftigt.
Krepela war zweimal für den Oscar für die besten visuellen Effekte nominiert, 1985 für 2010: Das Jahr, in dem wir Kontakt aufnehmen und 1994 für Cliffhanger – Nur die Starken überleben.

## Leben
Neil Krepela wurde 1947 als Sohn von Carl Charles Krepela (1905–1964) und Ruth Clarissa Krepela (Goodall, 1911–1983) geboren.
Krepelas Vater gab sein Interesse für die Fotografie an seinen Sohn weiter. Als Krepela in der US Navy diente, begann er professioneller zu fotografieren. Er studierte an der University of Nebraska und am Laney College. Später zog er in die San Francisco Bay Area und begann mit dem Drehen eigener 16-mm-Filme.
Er begann seine Karriere in der Filmbranche in den 1970er Jahren. Richard Edlund engagierte ihn als Matte Painting Kameramann für den Star-Wars-Film Das Imperium schlägt zurück. Krepela arbeitete auch danach bei Industrial Light & Magic (ILM) an Filmen wie Jäger des verlorenen Schatzes, Der Drachentöter, E.T. – Der Außerirdische, Star Trek II: Der Zorn des Khan, Poltergeist, Der dunkle Kristall und Die Rückkehr der Jedi-Ritter. Später wechselte er zur von Edlund gegründeten Firma Boss Film Studios.
Krepela ist in zweiter Ehe mit Christine Ackel verheiratet. Aus seiner ersten Ehe ging eine Tochter (* 1982) hervor, aus der zweiten Ehe gingen zwei weitere Kinder hervor (* 2001, 2007).

## Filmografie (Auswahl)
- 1980: Das Imperium schlägt zurück (The Empire Strikes Back)
- 1981: Jäger des verlorenen Schatzes (Raiders of the Lost Ark)
- 1981: Der Drachentöter (Dragonslayer)
- 1982: E.T. – Der Außerirdische (E.T. the Extra-Terrestrial)
- 1982: Star Trek II: Der Zorn des Khan (Star Trek II: The Wrath of Khan)
- 1982: Poltergeist
- 1982: Der dunkle Kristall (The Dark Crystal)
- 1983: Die Rückkehr der Jedi-Ritter (Return of the Jedi)
- 1983: The American Snitch
- 1984: Ghostbusters – Die Geisterjäger (Ghostbusters)
- 1984: 2010: Das Jahr, in dem wir Kontakt aufnehmen (2010: The Year We Make Contact)
- 1985: Die rabenschwarze Nacht – Fright Night (Fright Night)
- 1986: Desert Bloom
- 1986: Poltergeist II – Die andere Seite (Poltergeist II: The Other Side)
- 1986: Staatsanwälte küsst man nicht (Legal Eagles)
- 1986: Big Trouble in Little China
- 1986: Der Knabe, der fliegen konnte (The Boy Who Could Fly)
- 1986: Solarfighters (Solarbabies)
- 1987: Masters of the Universe
- 1987: Monster Busters (The Monster Squad)
- 1987: Verabredung mit einem Engel (Date with an Angel)
- 1988: Manege frei für Pee Wee (Big Top Pee-wee)
- 1988: Vibes – Die übersinnliche Jagd nach der glühenden Pyramide (Vibes)
- 1989: Fletch – Der Tausendsassa (Fletch Lives)
- 1989–1995: Geschichten aus der Gruft (Tales from the Crypt, Fernsehserie, 5 Episoden)
- 1990: Starfire (Solar Crisis)
- 1992: Batmans Rückkehr (Batman Returns)
- 1993: Cliffhanger – Nur die Starken überleben (Cliffhanger)
- 1993: Last Action Hero
- 1994: True Lies – Wahre Lügen (True Lies)
- 1994: Der Scout (The Scout)
- 1994: The Specialist
- 1995: Outbreak – Lautlose Killer (Outbreak)
- 1995: Heat
- 1996: Vier lieben dich (Multiplicity)
- 2000: Dinosaurier (Dinosaur)
- 2000: Fantasticks (The Fantasticks)
- 2002: Scooby-Doo
- 2003: Terminator 3 – Rebellion der Maschinen (Terminator 3: Rise of the Machines)
- 2007: Triff die Robinsons (Meet the Robinsons)
- 2008: City of Ember – Flucht aus der Dunkelheit (City of Ember)

## Auszeichnungen
- 1985: Nominierung für den Oscar für die besten visuellen Effekte, gemeinsam mit Richard Edlund, George Jenson und Mark Stetson für 2010: Das Jahr, in dem wir Kontakt aufnehmen[4]
- 1994: Nominierung für den Oscar für die besten visuellen Effekte, gemeinsam mit John Richardson, John Bruno und Pamela Easley für Cliffhanger – Nur die Starken überleben[5]